# Sennori
Sennori là một đô thị ở tỉnh Sassari trong vùng Sardinia, có khoảng cách khoảng 180 km về phía bắc của Cagliari và cách khoảng 7 km về phía đông bắc của Sassari. Tại thời điểm ngày 31 tháng 12 năm 2004, đô thị này có dân số 7.298 người và diện tích là 31,4 km².
Sennori giáp các đô thị: Osilo, Sassari, Sorso, Tergu.